# Jeff Mullins
Jeffrey Vincent „Jeff” Mullins (ur. 18 marca 1942 w Nowym Jorku) – amerykański koszykarz, obrońca, mistrz olimpijski z Tokio oraz mistrz NBA, uczestnik spotkań gwiazd NBA, trener, komentator sportowy.

## Osiągnięcia
NCAA
- Wicemistrz NCAA (1964)
- Uczestnik rozgrywek NCAA Final Four (1963, 1964)
- Mistrz:
  - turnieju konferencji Atlantic Coast (ACC – 1963, 1964)
  - sezonu regularnego ACC (1963, 1964)
- Zawodnik Roku Konferencji Atlantc Coast (1964)[4]
- Sportowiec Roku konferencji Atlantc Coast (1964)
- MVP turnieju ACC (1964)[5]
- Wybrany do:
  - I składu turnieju NCAA (1964)[6]
  - II składu All-American (1964)[7]
  - składu All-American Honorable Mention (AP - 1963)

NBA
- Mistrz NBA (1975)[2]
- Wicemistrz NBA (1967)[2]
- 3-krotny uczestnik meczu gwiazd NBA (1969–1971)[3]

Reprezentacja
- Mistrz olimpijski (1964)[1]